# Nematus thunebergi
Nematus thunebergi är en stekelart som först beskrevs av Lindqvist 1959.  Nematus thunebergi ingår i släktet Nematus, och familjen bladsteklar. Arten är reproducerande i Sverige.